# Eerste Slag bij Kernstown
De Eerste Slag bij Kernstown vond plaats op 23 maart 1862 in Frederick County, Virginia tijdens de Amerikaanse Burgeroorlog. Dit was het eerste treffen van de veldtocht in de Shenandoahvallei van generaal-majoor Thomas Jackson.
Jacksons opdracht behelsde het vastpinnen van het Noordelijke leger in de vallei onder leiding van generaal-majoor Nathaniel P. Banks. Jackson had verkeerde informatie ontvangen over de slagkracht van een eenheid onder leiding van kolonel Nathan Kimball. De Zuidelijken dachten tegenover een klein detachement te staan, terwijl ze in werkelijkheid een volledige divisie voor zich hadden die tweemaal zo groot was als hij strijdmacht. De eerste Zuidelijke cavaleriecharge werd afgeslagen. Jackson stuurde onmiddellijk een kleine infanteriebrigade eropuit. Hij stuurde zijn andere twee brigades rond de vijandelijke flank via Sandy Ridge. De Noordelijke brigade van kolonel Erastus B. Tyler gooide roet in het eten. Toen Kimballs brigade die van Tyler te hulp schoot, moesten de Zuidelijken zich terugtrekken. De Noordelijken zetten de achtervolging niet in.
Hoewel deze slag een tactische nederlaag werd voor de Zuidelijken, (en de enige nederlaag voor Jackson in de oorlog), zou het toch een strategische overwinning worden. De Noordelijken lieten deze troepen in de vallei terwijl ze oorspronkelijk bedoeld waren voor de Schiereiland-veldtocht. Kernstown was de eerste slag in een reeks die Jackson wereldfaam zou verschaffen.

## Achtergrond

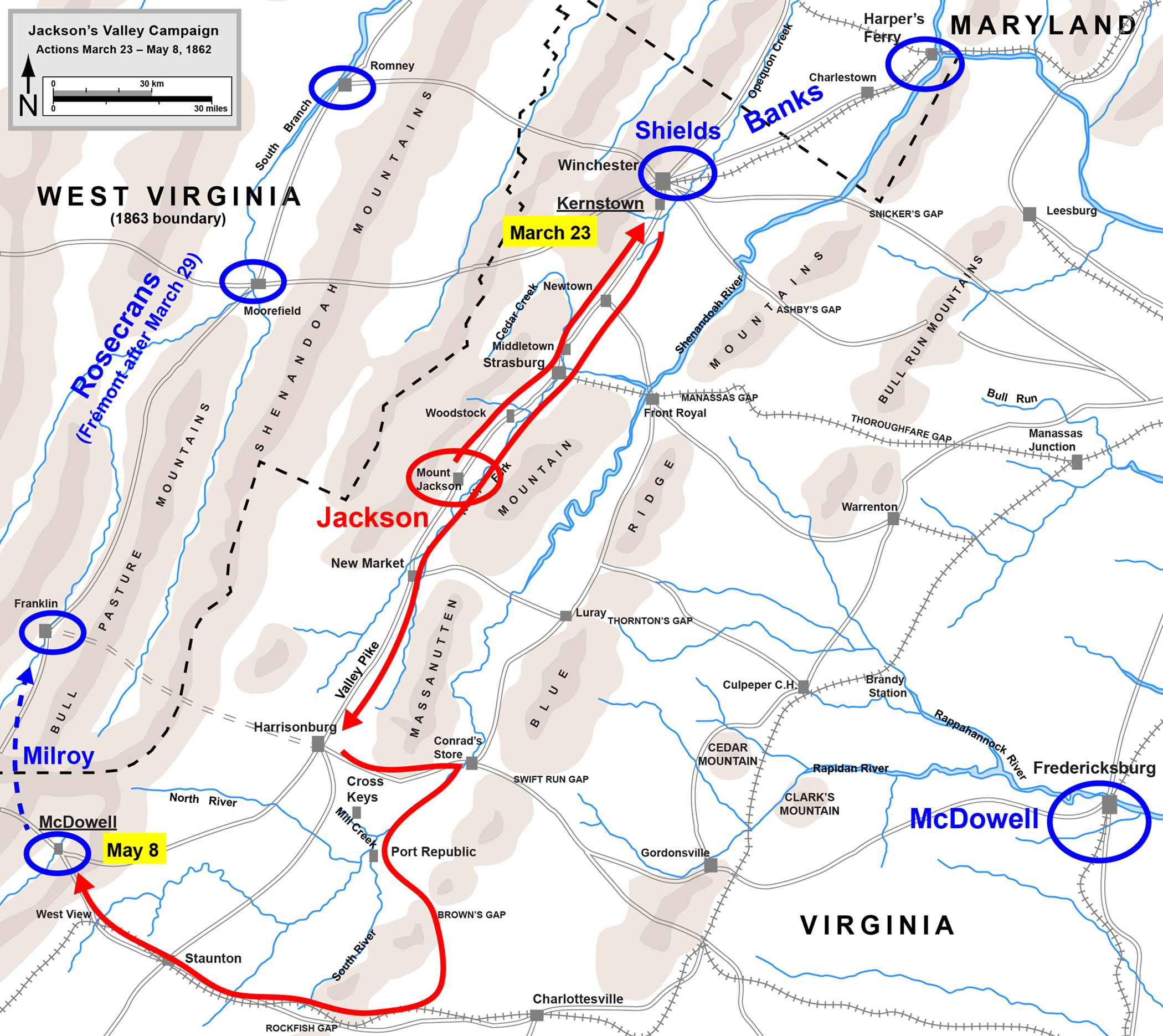
Jacksons veldtocht in de Shenandoahvallei: Van Kernstown tot McDowell.

Jacksons divisie trok zich stelselmatig terug doorheen de vallei om de flank te beschermen van generaal Joseph E. Johnstons leger. Dit leger trok zich terug van de regio Centreville en Manassas naar Richmond om de hoofdstad te beschermen tegen het Noordelijk offensief.
Zonder de dekking van Jacksons divisie stond Johnston bloot aan mogelijke aanvallen van de Noordelijken onder Banks via de passen in Bleu Ridge Mountains. Op 12 maart 1862 bezette Banks Winchester enkele uren nadat Jackson de stad had verlaten. Jackson marcheerde richting Mount Jackson, ongeveer 73 km verderop. Op 21 maart 1862 ontving Jackson het nieuws dat Banks zijn leger opsplitste. Twee divisies onder leiding van de brigadegeneraals John Sedgwick en Alpheus S. Williams werden naar Washington D.C. gestuurd. Zo maakten de Noordelijken meer troepen vrij om het offensief van generaal-majoor George B. McClellan te steunen.
De overgebleven divisie onder brigadegeneraal James Shields werd bij Strasburg gestationeerd om het noordoostelijke deel van de vallei te beschermen. Banks zou op 23 maart de vallei verlaten.
Jackson ontving orders van Johnston om Banks te verhinderen de vallei te verlaten, wat hij op het eerste gezicht leek te doen. Jackson keerde zijn divisie om. Met geforceerde marsen legden zijn mannen op 22 maart 37 km af en nog eens 22 in de ochtend van 23 maart. Op 22 maart waren er schermutselingen tussen de Zuidelijke cavalerie onder leiding van kolonel Turner Ashby en de Noordelijken. Bij deze gevechten geraakte Shields gewond aan zijn arm door een splinter van een kanonskogel. Ondanks zijn verwonding stuurde Shields een deel van zijn divisie naar het gebied ten zuiden van Winchester. Eén brigade stuurde hij in noordelijke richting, zogenaamd om het gebied te verlaten. Ze werden verderop als reserve gehouden. Het tactisch commando droeg Shields over aan kolonel Nathan Kimball, hoewel Shields voortdurend bevelen doorstuurde naar Kimball tijdens de slag. Zuidelijke sympathisanten in Winchester vertelden Ashby dat Shields slechts 4 regimenten en enkele kanonnen achtergelaten had. De rest marcheerde af richting Harpers Ferry. Deze informatie bleek verkeerd te zijn. Hoewel Ashby als een goede verkenner te boek stond, liet hij het na om deze informatie na te trekken en stuurde ze zoals hij gekregen had door naar Jackson. Jackson marcheerde in hoog tempo met zijn 3.000 soldaten in noordelijke richting zonder dat hij wist dat hij 9.000 vijandelijke soldaten zou aanvallen.

## De slag

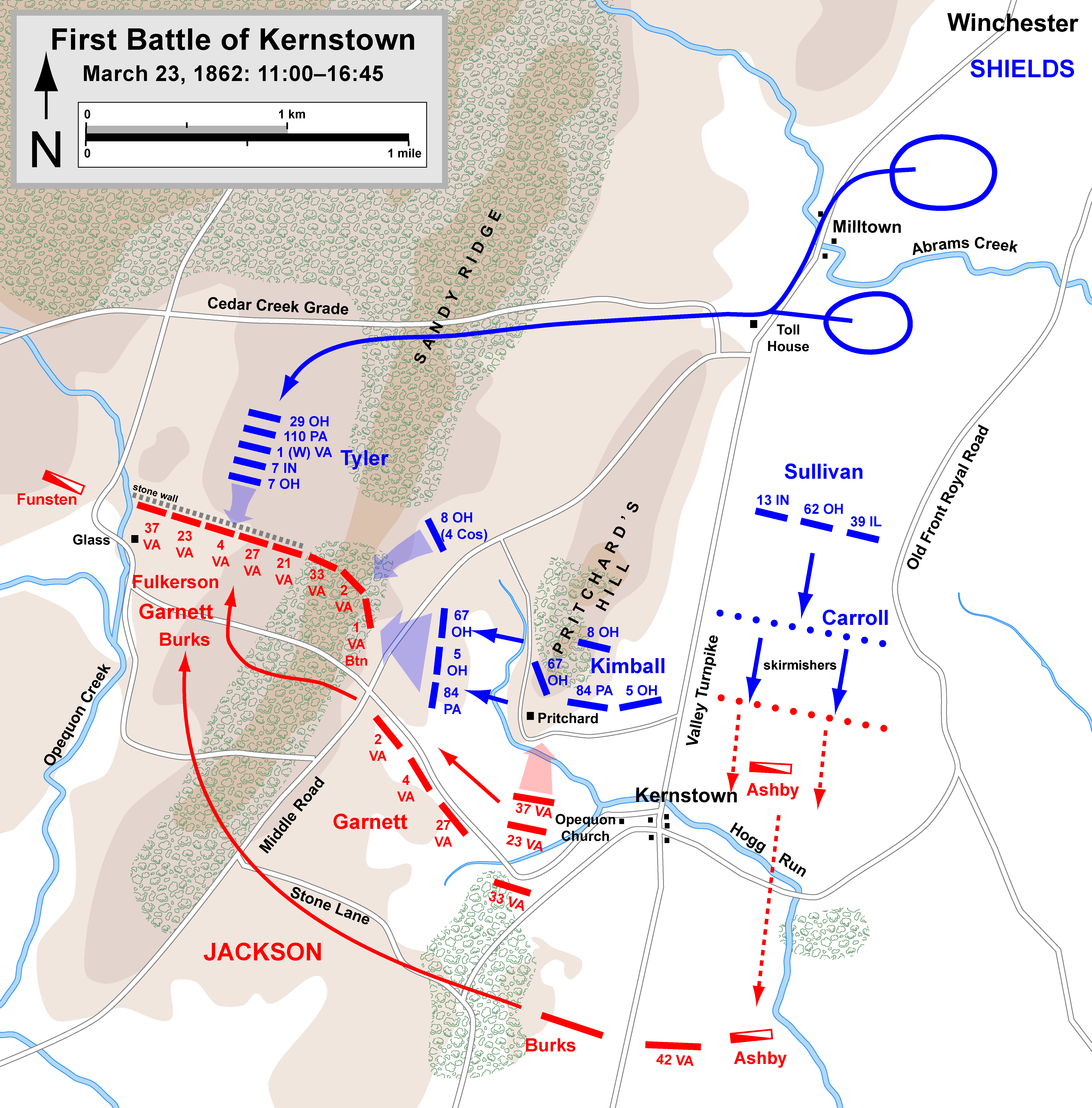
Acties in de Eerste Slag bij Kernstown, 11.00u tot 16.45u

Jackson marcheerde naar het noorden vanuit Woodstock. Op zondag 23 maart om 11.00u kwam hij aan bij de Noordelijke stellingen. De vrome Jackson vocht niet graag op een zondag, maar in zo'n conflict als de burgeroorlog moest hij de militaire zaak laten primeren.
Jackson stuurde geen verkenners uit toen hij Ashby een schijnaanval liet uitvoeren tegen Kimball in Valley Turnpike. Zijn hoofdmacht, de brigades van Fulkerson en Garnett, viel de Noordelijke artillerie aan op Pritchard Hill. De voorste brigade onder Fulkerson werd met verliezen terug gedreven. Jackson besliste hierop om langs de Noordelijke rechterflank te manoeuvreren. Hij hoopte van zo de vijandelijke achterhoede onder druk te zetten. Kimball zag dit gebeuren en stuurde de brigade van kolonel Erastus B. Tyler naar het westen om de Zuidelijken op te vangen. Fulkerson arriveerde als eerste en kon zijn mannen achter een stenen muur opstellen. Ondertussen bereikte Jackson de boodschap dat de vijandelijke sterkte rond de 10 000 manschappen lag.
Rond 16.00u viel Tyler de posities van Fulkerson en Garnett aan. Tyler gebruikte hiervoor de dichte colonneformatie. Dit was een logge en moeilijk te controleren tactische opstelling. Daarom slaagden de Zuidelijken erin in eerste instantie om deze aanval verliezen toe te brengen. Toen Jackson doorhad hoe sterk zijn vijand was, stuurde hij in allerijl versterkingen naar zijn linkerflank. Toen ze rond 18.00u bij op Garnetts positie arriveerden, had Garnett zijn soldaten reeds teruggetrokken wegens te weinig munitie. Daardoor was Fulkersons rechterflank onbeschermd. Ondanks Jacksons aanmoedigingen moesten de Zuidelijken zich volledig terugtrekken. Kimball zette geen achtervolging in.

## Gevolgen
De Noordelijken verloren 118 doden, 450 gewonden en 22 vermisten. De Zuidelijken hadden 80 doden, 375 gewonden en 263 gevangenen te betreuren.
Ondanks een overwinning voor de Noordelijken was Lincoln gealarmeerd door de durf van Jackson. Lincoln stuurde Banks en Alpheus Williams' divisie terug naar de vallei. Om een mogelijke dreiging van Jackson tegen generaal Frémont te counteren, stuurde de president een divisie van brigadegeneraal Louis Blenker van McClellans leger naar Frémont.
Lincoln achtte de verdediging van Washington als onvoldoende. Het korps van generaal-majoor Irvin McDowell moest terugkeren naar de hoofdstad in plaats van McClellan te steunen in zijn offensief. McClellan beweerde later dat het verlies van de verschillende onderdelen van zijn leger het verliezen van de veldtocht tegen Richmond betekende. De strategische veranderingen binnen het Noordelijk leger na de slag bij Kernstown zou een strategische overwinning betekenen voor de Zuidelijken, hoewel deze slag een tactische nederlaag betekende voor de Zuidelijken en de enige nederlaag was voor Jackson.
Na de slag werd brigadegeneraal Richard B. Garnett onder arrest geplaatst omdat hij zich had teruggetrokken van het slagveld zonder toestemming. Hij werd vervangen door brigadegeneraal Charles S. Winder. Garnett zou de vernedering nooit te boven komen. Hij sneuvelde in de Slag bij Gettysburg in 1863.